# Glycymeris
Glycymeris es un género de moluscos bivalvos perteneciente a la familia Glycymerididae.

## Etimología
El nombre del género proviene de las palabras griegas glykymaris (tal vez de Glykys (dulce) y Meris (parte)), una palabra que sólo se registra una vez en la literatura griega.

## Descripción
Las conchas son generalmente biconvexas, con valvas iguales en todo el contorno, y un poco más largas que anchas. Su tamaño varía de medio a grande. El ligamento externo carece de estrías transversales.
Estas almejas son facultativamente móviles colgantes. Son muy comunes en el estado fósil, del período Plioceno (entre 140,2 ± 3,0 y 136,4 ± 2,0 millones de años) hasta la edad reciente. Hoy en día se han generalizado en los fondos marinos poco profundos con sedimentos de grano heterogéneo. 

## Especies
- Glycymeris albolineata (Lischke, 1872)
- Glycymeris amboinensis
- Glycymeris americana (DeFrance, 1829)
- Glycymeris arcodentiens
- Glycymeris bimaculata (Polish, 1795)
- Glycymeris castanea Lamarck
- Glycymeris connollyi Tomlin, 1925
- Glycymeris dampierensis
- Glycymeris decussata (Linnaeus, 1758)
- Glycymeris delessertii (Reeve, 1843)
- Glycymeris diomedea
- Glycymeris glycymeris (Linnaeus, 1758)
- Glycymeris formosus
- Glycymeris gordoni (Nowell-Usticke, 1959)
- Glycymeris insubrica
- Glycymeris kauaia
- Glycymeris kona
- Glycymeris longior (Broderip & G. B. Sowerby I, 1833)
- Glycymeris modesta (Angas, 1879)
- Glycymeris molokaia
- Glycymeris muskatensis Melvill, 1897
- Glycymeris nummaria (Linnaeus, 1758)
- Glycymeris nux
- Glycymeris oculata (Reeve, 1843)
- Glycymeris pectinata (Gmelin, 1791)
- Glycymeris pectiniformis (Lamarck, 1819)
- Glycymeris pectunculus (Linnaeus, 1758)
- Glycymeris reevei (Mayer, 1868)
- Glycymeris radians (Lamarck, 1819)
- Glycymeris rotunda (Dunker, 1882)
- Glycymeris septentrionalis (Middendorff, 1849)
- Glycymeris sericata (Reeve, 1843)
- Glycymeris spectralis (Nicol, 1952)
- Glycymeris strigilata Sowerby, 1833
- Glycymeris tellinaeformis (Reeve, 1843)
- Glycymeris undata (Linnaeus, 1758)
- Glycymeris yessoensis (Sowerby,1886)

## Galería

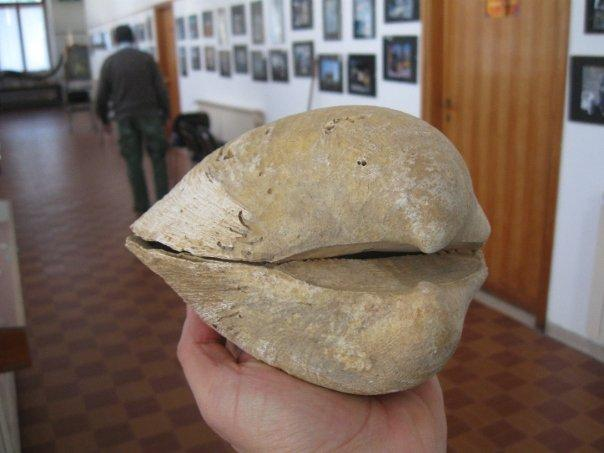
Fossil Glycymeris glycymeris at the Geopaleontologic Museum GAMPS
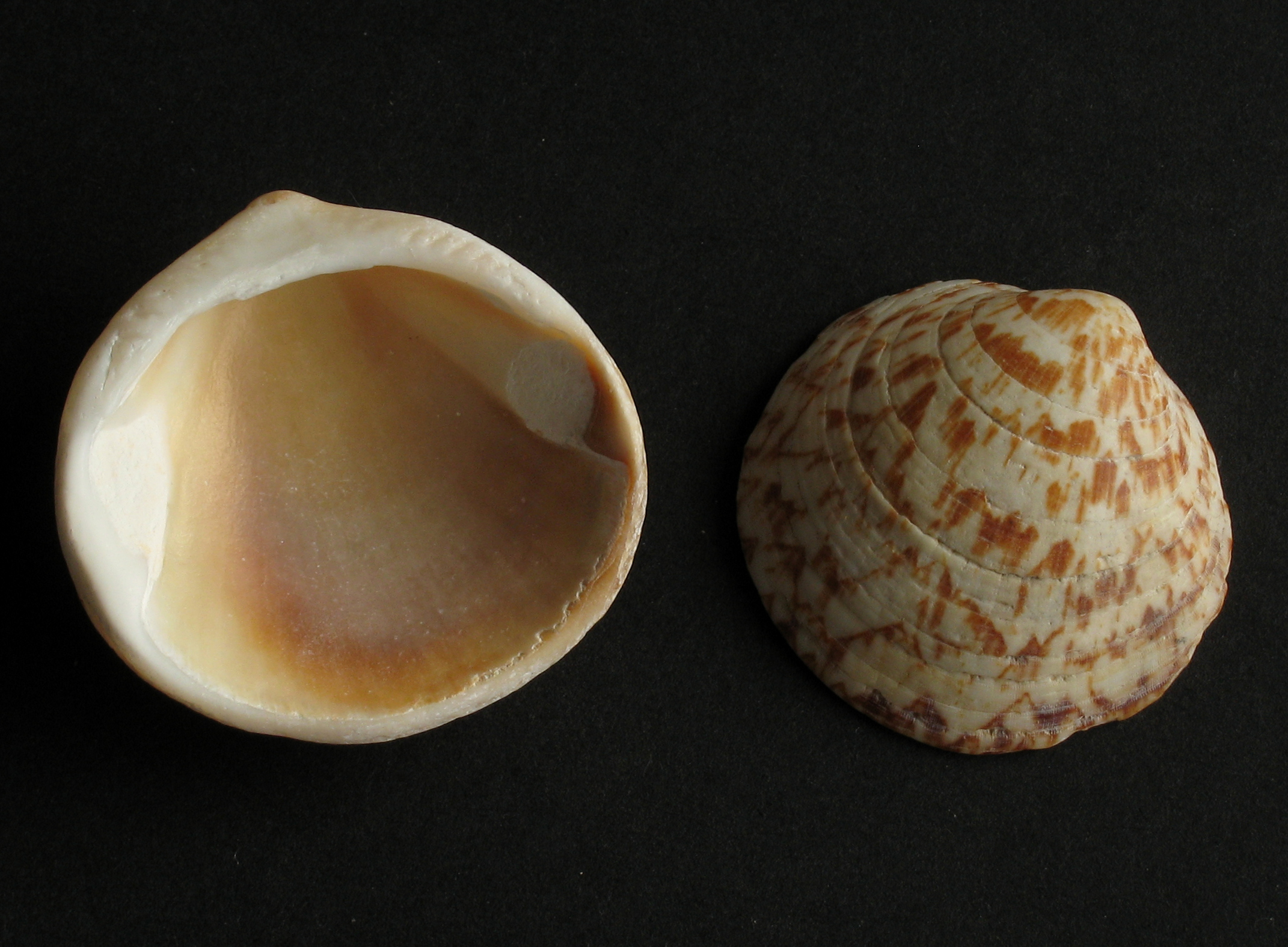
Glycymeris glycymeris - Meermandel
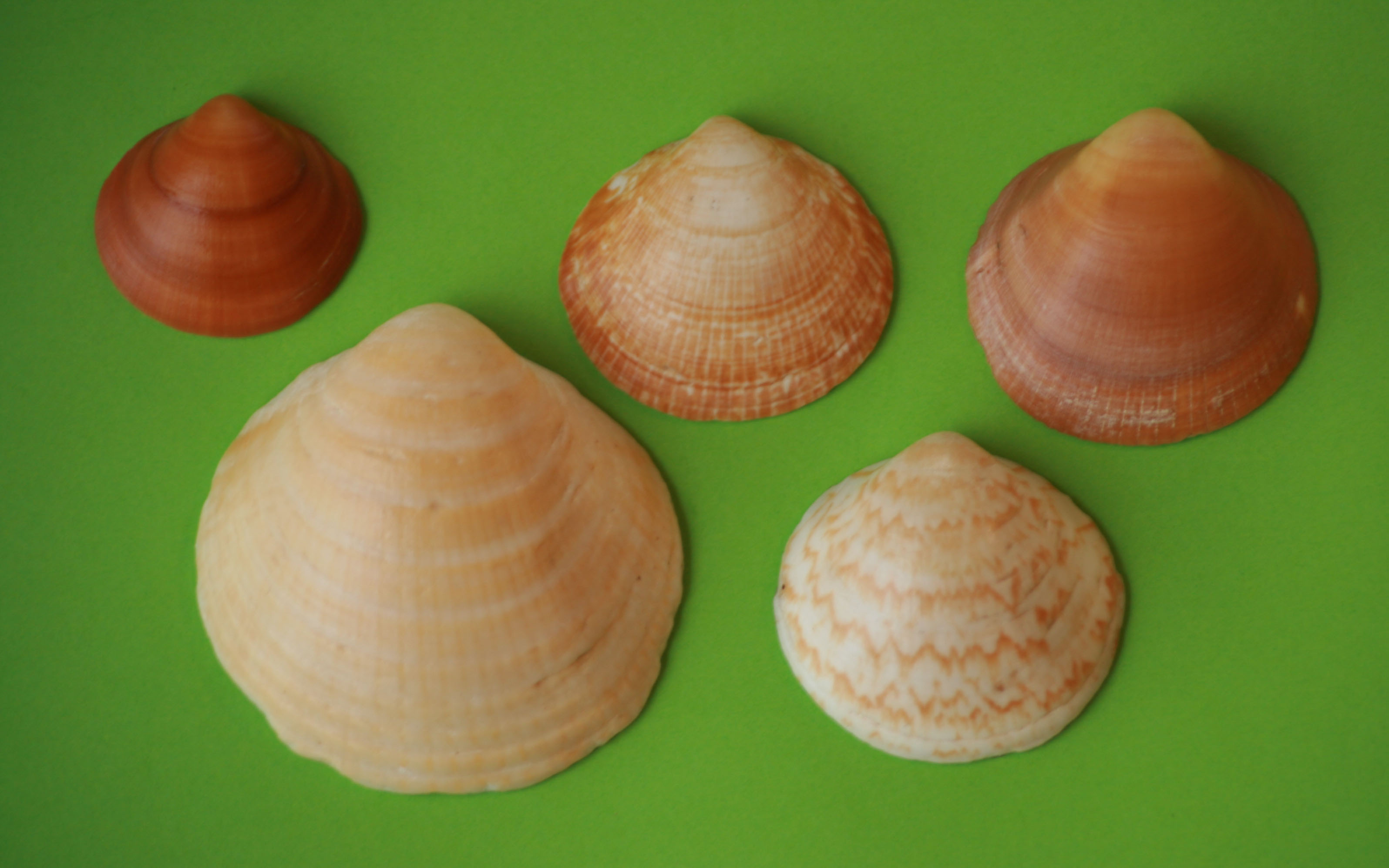
Glycymeris glycymeris - Galicia (España)
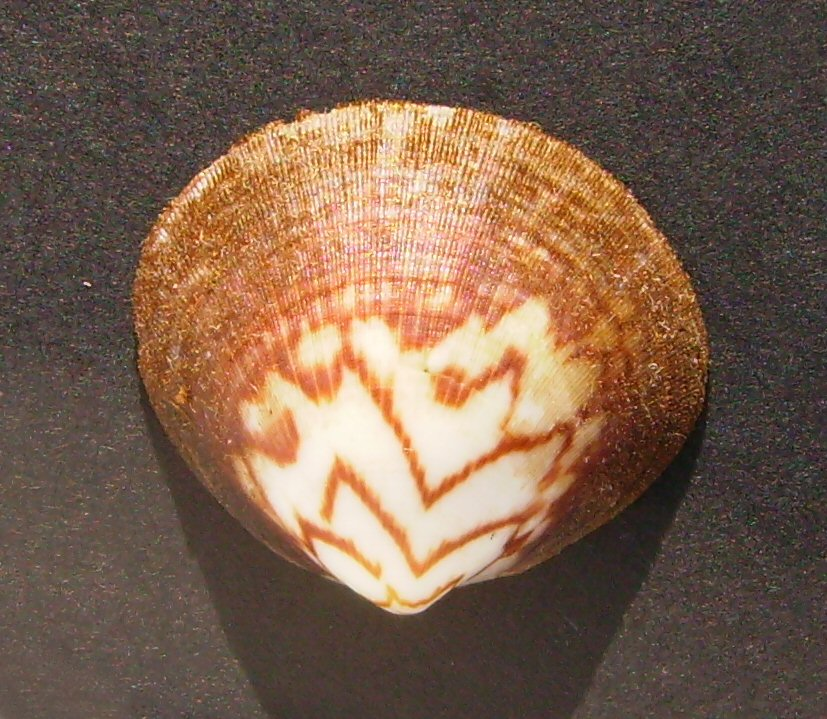
Glycymeris modesta - Pakiri, Nueva Zelanda
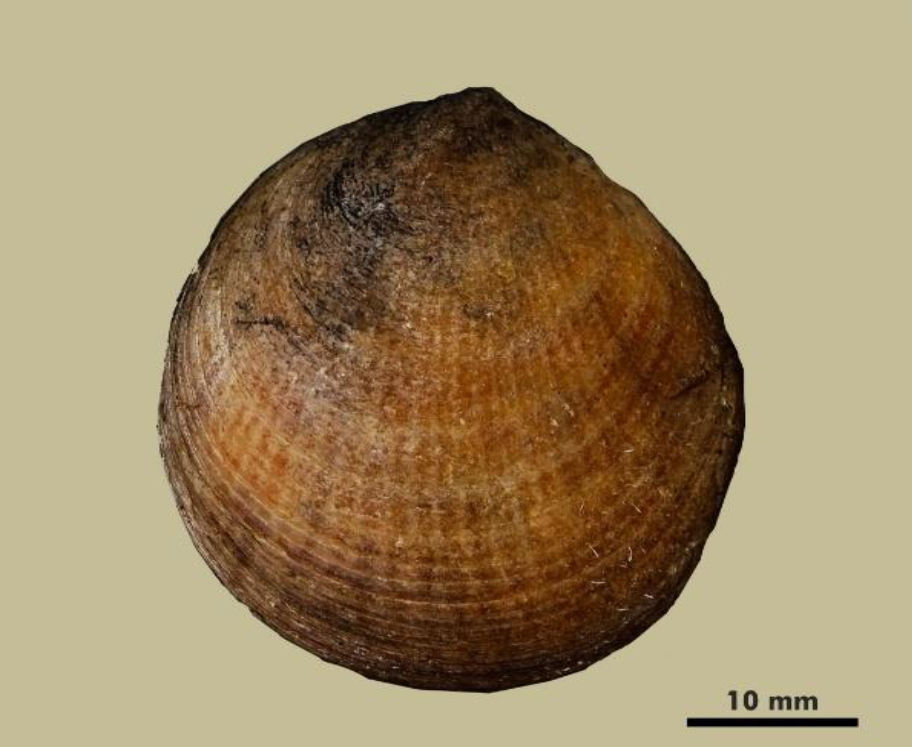
Glycymeris longior de la costa atlántica argentina